# Фортель
Фо́ртель (от нем. Vorteil, «выгода, преимущество» через пол. fortyl, fortel, «выгода, ухищрение») — слово, обозначающее неожиданную выходку или ловкую проделку в составе фразеологизмов русского языка «выкинуть фортель», «выкидывать фортели», что изначально лишь обозначало удачный маневр в военном деле.
В свободном виде, вне словосочетаний, в современном русском языке практически не встречается (М. И. Михельсон приводит также ныне устаревшее значение «секретный выгодный расчёт» и связанный с этим значением фразеологизм «на фортель подняться»).

## История
Слово попало в русский язык уже в XVII веке. Слово проникло из польского в говоры юго-западной Руси как технический военный термин в значении «военная хитрость» («описывается 45 фортелей, то есть хитрых военных приемов, которыми побеждали прежде при невыгодных условиях, главным образом при неравенстве сил», перевод с польского). В XVIII веке употреблялось в значении «способ воинского движения» («Правилах обучения и наставления рекрут и рядовых Леиб-Гвардейского Конного полка» 1788 года: «Во время поворотов научать, дабы знал фортель [в] своем корпусе, есть ли скажут: „на право“, „на лево“ или „на право кругом“, „на лево кругом“»). Именно влиянием военного жаргона В. В. Виноградов объясняет появление в словосочетании глагола «выкинуть», который по его мнению образовался — наряду с «выкинуть штуку/коленце» — по аналогии с выражением времён Петра I «выкидывать/метать артикул», то есть выполнять воинские ружейные приемы (ср. у В. А. Жуковского: «…Как должно прусскому солдату, / Метать по слову артикул…», И. С. Тургенева: «… начал выкидывать ружьем артикул-с, причем целился в меня», А. Н. Островского уже в переносном смысле: «Стал по городу скоморохом ходить, по копеечке собирать, шута из себя разыгрывать, прибаутки рассказывать, артикулы разные выкидывать»).
Хотя слово проникло в общелитературный язык уже к началу XIX века в смысле «ловкий трюк» (у И. И. Лажечникова: «На такие дела нужно фортель в голове, да бесстрашие, да труд»), оно отсутствовало в словарях русского языка до конца XIX века. Его добавление в словарь Даля было сделано И. А. Бодуэном де Куртенэ, который связывал широкую популярность слова с его распространением через актёрский жаргон, указав также на ныне забытый глагол «фортелить».
Слово часто употреблял в своих произведениях М. Е. Салтыков-Щедрин.